# Monte Caxado

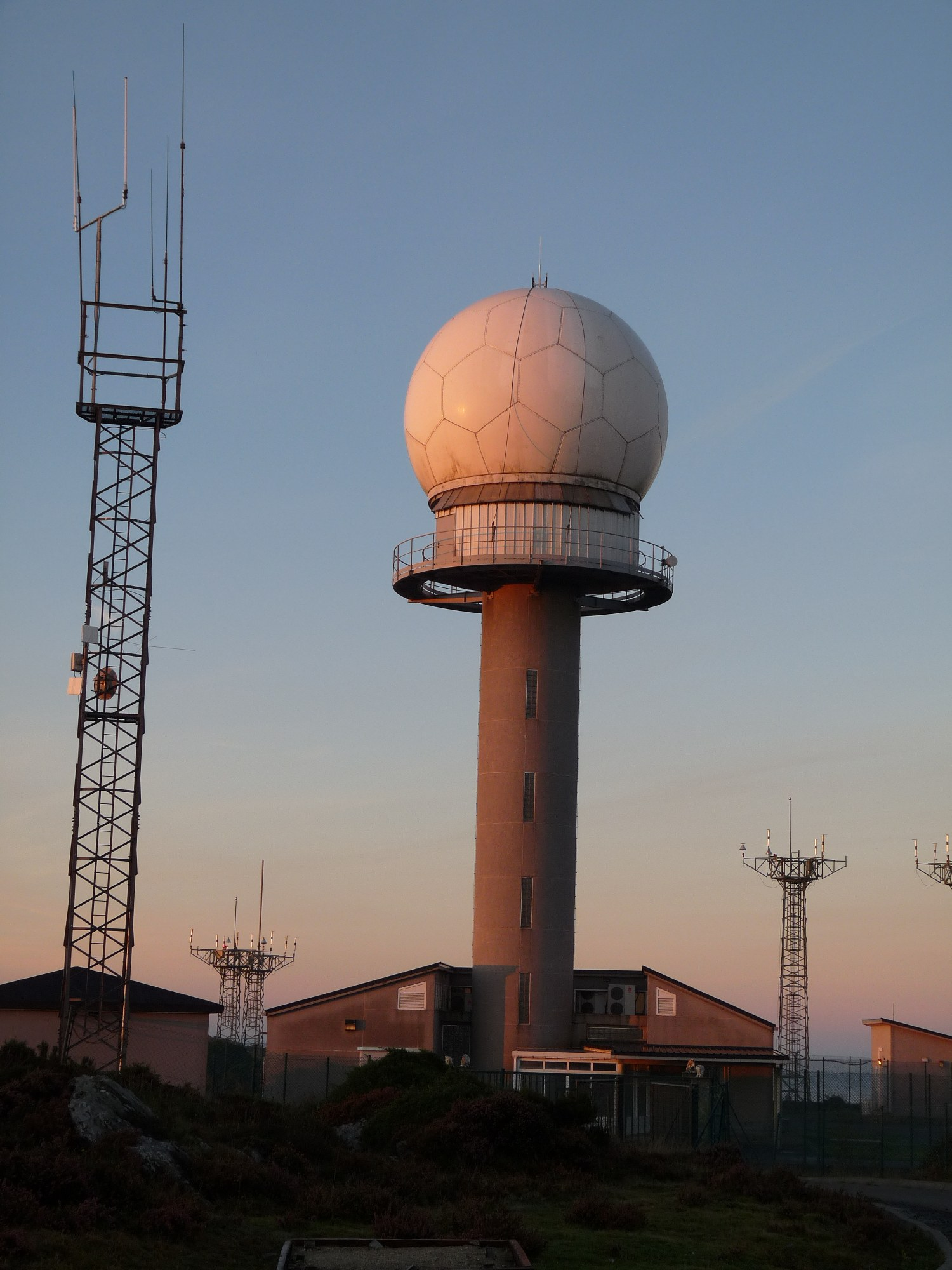
Estação de radar no topo do Monte Caxado.

O Monte Caxado é, com os seus 756 metros de altitude, o monte mais alto da província da Corunha, no concelho das Pontes.